# Yahuar Huacac
Yahuar Huacacot; keucsául: Yawar Waqaq (Cuzco, 1360 – Cuzco, 1410) egy szomszédos csoport elrabolta, amikor körülbelül nyolc éves volt. A fiú anyja, Mikay mama, egy Huayllaca (Wayllaqa) nő volt, akit egy másik csoport, az Ayarmacák ('Ayarmaka) vezetőjének ígértek. Miután kiszabadították a fogságból, apja mellett uralkodott.

## Uralkodása
Yahuar Huacacnak is lázadásokkal kellett szembenéznie. Elnyomta Muyna és Pinahua curaca lázadásait, később földeket szerzett Condesuyos-tól. Uralkodását megrázta a Huallacanes lázadása, akik azért jöttek, hogy csapdába ejtsék Paguac Huallpát, a cuzco nép utódfejedelmét. Az inkák bosszúja szörnyű volt; teljesen elpusztították Paulo városát, és több száz huallacane-t öltek meg.
Rövid uralkodása alatt Yáhuar Huácac néhány expedíciót küldött testvére, Vicaquirao parancsnoksága alatt, akiknek sikerült annektálniuk a Vichos és a Cuntis néhány városát. Nem volt háborúja az Ayarmacákkal, mert Chiquia mamával  (ennek a népnek a hercegnőjével) kötött házasságot.

## Yáhuar Huácac halála
Egyes krónikások szerint lázadó harcosok ölték meg, amikor háborúba készült a Coyákkal. A fő túlélők megállapodtak abban, hogy Viracocha Incát jelölik ki a szuverén utódjának.

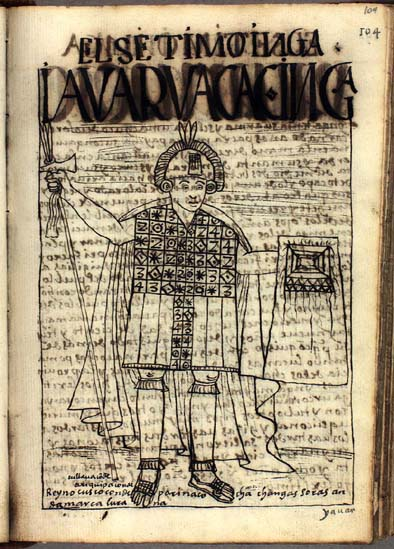